# Test dei ranghi logaritmici
In statistica, il test dei ranghi logaritmici (in inglese logrank test) è un test di verifica d'ipotesi per confrontare le distribuzioni di sopravvivenza di due campioni. È un test non parametrico che è appropriato usare quando i dati sono asimmetrici e censurati verso destra (tecnicamente, la censura deve essere non informativa). Si usa ampiamente negli studi clinici per stabilire l'efficacia di un nuovo trattamento confrontato con un trattamento di controllo quando la grandezza da misurare è il tempo che precede l'evento (come il tempo dal trattamento iniziale a un attacco cardiaco). Il test a volte è chiamato test di Mantel-Cox, dal nome di Nathan Mantel e David Cox. Il test dei ranghi logaritmici può essere visto anche come un test di Cochran-Mantel-Haenszel stratificato nel tempo.
Il test fu proposto per la prima volta da Nathan Mantel e fu denominato test dei ranghi logaritmici da Richard e Julian Peto.

## Definizione
La statistica del test dei ranghi logaritmici confronta le stime delle funzioni di rischio di due gruppi in ciascun momento degli eventi osservati.  Si costruisce calcolando il numero osservato e quello atteso degli eventi in uno dei gruppi in ciascun momento degli eventi osservati e poi sommando questi ultimi per ottenere una sintesi complessiva lungo tutti i punti temporali in cui si verifica un evento.
Siano {\displaystyle j=1,\ldots {},J} i distinti tempi degli eventi osservati in ciascuno dei due gruppi. Per ogni tempo {\displaystyle j}, siano {\displaystyle N_{1j}} e {\displaystyle N_{2j}} il numero dei soggetti "a rischio" (che non hanno ancora avuto un evento o che sono stati censurati) all'inizio del periodo {\displaystyle j} rispettivamente nei due gruppi (spesso trattamento rispetto a controllo). Sia
{\displaystyle N_{j}=N_{1j}+N_{2j}.}
Siano inoltre {\displaystyle O_{1j}} e {\displaystyle O_{2j}} il numero di eventi osservati rispettivamente nel gruppo 1 e nel gruppo 2 al tempo {\displaystyle j}, e sia
{\displaystyle O_{j}=O_{1j}+O_{2j}.}
Dato che gli eventi {\displaystyle O_{j}} sono accaduti in tutti e due i gruppi al tempo {\displaystyle j}, in base all'ipotesi nulla (dei due gruppi che hanno identiche funzioni di sopravvivenza e di rischio) {\displaystyle O_{1j}} ha la distribuzione ipergeometrica con parametri {\displaystyle N_{j}}, {\displaystyle N_{1j}} e {\displaystyle O_{j}}. Questa distribuzione ha valore atteso {\displaystyle E_{1j}} e varianza {\displaystyle V_{j}} date da
{\displaystyle E_{1j}={\frac {O_{j}}{N_{j}}}N_{1j}\qquad V_{j}={\frac {O_{j}(N_{1j}/N_{j})(1-N_{1j}/N_{j})(N_{j}-O_{j})}{N_{j}-1}}.}
La statistica dei ranghi logaritmici confronta ogni {\displaystyle O_{1j}} con la sua speranza matematica {\displaystyle E_{1j}} in base all'ipotesi nulla ed è definita come
{\displaystyle Z={\frac {\sum _{j=1}^{J}(O_{1j}-E_{1j})}{\sqrt {\sum _{j=1}^{J}V_{j}}}}.}

## Distribuzione asintotica
Se i due gruppi hanno la stessa funzione di sopravvivenza, la statistica dei ranghi logaritmici è approssimativamente normale standard. Un test di livello unilaterale {\displaystyle \alpha } respingerà l'ipotesi nulla se {\displaystyle Z>z_{\alpha }}, dove {\displaystyle z_{\alpha }} è il quantile {\displaystyle \alpha } superiore della distribuzione normale standard. Se il rapporto di rischio è {\displaystyle \lambda }, ci sono {\displaystyle n} soggetti totali, {\displaystyle d} è la probabilità che un soggetto in ciascun gruppo abbia infine un evento (cosicché {\displaystyle nd} è il numero atteso di eventi al tempo dell'analisi) e la proporzione di soggetti casualizzati in ciascun gruppo è il 50%, allora la statistica dei ranghi logaritmici è approssimativamente normale con media {\displaystyle (\log {\lambda })\,{\sqrt {\frac {n\,d}{4}}}} e varianza 1.  Per un test {\displaystyle \alpha } di livello unilaterale di potenza {\displaystyle 1-\beta }, la dimensione del campione richiesta è
{\displaystyle n={\frac {4\,(z_{\alpha }+z_{\beta })^{2}}{d\log ^{2}{\lambda }}}}
dove {\displaystyle z_{\alpha }} e {\displaystyle z_{\beta }} sono i quantili della distribuzione normale standard.

## Distribuzione congiunta
Si supponga che {\displaystyle Z_{1}} e {\displaystyle Z_{2}} siano le statistiche dei ranghi logaritmici in due diversi punti temporali nello stesso studio ({\displaystyle Z_{1}} anteriore). Ancora, si assuma che le funzioni di rischio nei due gruppi siano proporzionali al rapporto di rischio {\displaystyle \lambda } e che {\displaystyle d_{1}} e {\displaystyle d_{2}} siano le probabilità che un soggetto abbia un evento nei due punti temporali in cui {\displaystyle d_{1}\leq d_{2}}. {\displaystyle Z_{1}} e {\displaystyle Z_{2}} sono approssimativamente normali bivariate con medie {\displaystyle \log {\lambda }\,{\sqrt {\frac {n\,d_{1}}{4}}}} e {\displaystyle \log {\lambda }\,{\sqrt {\frac {n\,d_{2}}{4}}}} e correlazione {\displaystyle {\sqrt {\frac {d_{1}}{d_{2}}}}}. I calcoli che implicano la distribuzione congiunta sono necessari per mantenere correttamente il tasso di errore quando i dati sono esaminati molteplici volte all'interno di uno studio condotto da un comitato per il monitoraggio dei dati.

## Relazione con altre statistiche
- Si è dimostrato che il test dei ranghi logaritmici è un test troppo permissivo, consentendo risultati significativi per modelli di previsione di sopravvivenza che hanno scarsa accuratezza. Il test F* fu sviluppato in risposta a queste osservazioni e si è dimostrato che è più critico e che traccia l'accurarezza dei modelli di previsione com maggiore fedeltà.[5]

- La statistica dei ranghi logaritmici può essere derivata come il test a punteggio per il modello dei rischi proporzionali di Cox confrontando i due gruppi. È perciò asintoticamente equivalente alla statistica del test del rapporto di verosimiglianza basata su quel modello.

- La statistica dei ranghi logaritmici è asintoticamente equivalente alla statistica del test del rapporto di verosimiglianza per qualsiasi famiglia di distribuzioni con rischi proporzionali alternativi. Ad esempio, se i dati dei due campioni hanno distribuzioni esponenziali.

- Se {\displaystyle Z} è la statistica dei ranghi logaritmici, {\displaystyle D} è il numero di eventi osservati e {\displaystyle {\hat {\lambda }}} è la stima del rapporto di rischio, allora {\displaystyle \log {\hat {\lambda }}\approx Z\,{\sqrt {4/D}}}. Questa relazione è utile quando due delle quantità sono note (ad es. da un articolo pubblicato), ma è necessaria la terza.

- La statistica dei ranghi logaritmici può essere usata quando le osservazioni sono censurate. Se le osservazioni censurate non sono presenti nei dati, allora è appropriato il test di Wilcoxon-Mann-Whitney.

- La statistica dei ranghi logaritmici dà a tutti i calcoli lo stesso peso, indipendentemente dal momento nel quale un evento accade. La statistica dei ranghi logaritmici di Peto dà maggior peso statistico agli eventi anteriori quando vi è un grande numero di osservazioni.